# Chapelle des Pénitents de Pradelles
Pour les articles homonymes, voir chapelle des Pénitents blancs.
La chapelle des Pénitents est une chapelle située en France sur la commune de Pradelles, dans la région Auvergne-Rhône-Alpes.

## Localisation
La chapelle est située dans le département français de la Haute-Loire, sur la commune de Pradelles, dans l'ancienne région administrative d'Auvergne.

## Contexte
La première confrérie de pénitents en Haute-Loire, établie au Puy-en-Velay en 1584, a été un modèle pour d'autres confréries qui ont émergé dans la région tout au long du XVIIe siècle. Dans le Velay, ces confréries étaient exclusivement composées de pénitents blancs. Elles étaient connues sous le nom de Pénitents du Gonfalon ou, dans certains cas, du Saint-Sacrement, comme celle de Pradelles.

## Historique
La confrérie de Pradelles a démontré son importance en possédant, dès ses débuts, une chapelle indépendante plutôt qu'une chapelle d'église. Malheureusement, l'édifice initial a été ravagé par un incendie en 1680. La communauté des prêtres a entrepris sa reconstruction, qui a été achevée en 1696, mesurant quarante-sept toises. En janvier 1790, elle a été le lieu de rassemblement des électeurs censitaires chargés d'élire la première municipalité révolutionnaire de Pradelles. La chapelle a été vendue comme bien national le 29 floréal an IV.

## Description
La chapelle a été convertie en grange et probablement largement démolie avant d'être reconstruite, ne préservant qu'une seule façade du XVIIe siècle, la façade ouest. Cette façade est caractérisée par un encadrement en pierre appareillée, avec des piédroits formés par des piliers carrés et des chapiteaux ornés de moulures droites. Au-dessus, on trouve une sorte d'entablement qui crée une apparence d'arc de triomphe. À l'intérieur de cet encadrement monumental se trouve la porte elle-même, avec des piédroits ornés de chapiteaux feuillagés, un linteau en bâtière dont la partie inférieure est moulurée, surmonté de deux petites niches et d'une pierre sculptée (deux cœurs de chaque côté d'une croix de Malte et l'inscription « Societas Gonfalonis », c’est-à-dire « Société de la bannière »), ainsi qu'une pierre portant la date de 1696. L'intérieur, en mauvais état, ne présente plus aucun élément décoratif ancien,.

## Protection
Le portail de la chapelle est inscrit au titre des monuments historiques par arrêté du 26 janvier 1998.